# Michael Dummett
Sir Michael Anthony Eardley Dummett, angleški filozof, * 27. junij 1925, London, † 27. december 2011, Oxford. 
Deloval je na področju filozofije jezika, metafizike, logike, matematike in zgodovine analitične filozofije. Dummett je bil znan predvsem za obrambo anti-realizma s poskusom interpretacije pomena stavka kot "pogoj zanesljivosti" in ne kot resnični pogoj. Leta 1999 je bil povzdignjen v viteza za svoje delo na področju filozofije in rasne pravičnosti. Leta 1994 je prejel nagrado Lakatos v filozofiji znanosti, leta 1995 nagrado Rolf Schock, leta 2010 pa Lauenerjevo nagrado za odlično delo v analitični filozofiji.

## Življenjepis

### Izobrazba
V mladih letih je obiskoval šolo Sandroyd in fakulteto Winchester College. Odslužil je tudi vojaški rok od leta 1943 do 1947. Po odsluženem vojaškem roku je študiral na Christ Church College v Oxfordu, kjer je diplomiral iz filozofije, politike in ekonomije leta 1950, nato pa je dobil štipendijo pri fakulteti All Souls College. To mu je ponudilo priložnost, da je delal raziskave brez pritiska, ki pride s poučevanjem. Od leta 1950 do 1951 je bil tudi pomočnik predavatelja filozofije na univerzi v Birminghamu.

### Akademska kariera
Dummett je leta 1979 postal profesor logike na Oxfordu, kjer je ostal do svoje upokojitve leta 1992. V tem času je ohranjal štipendijo pri New College, Oxford. Poučeval je tudi na UC Berkeley ter univerzah Stanford, Princeton in Harvard. Med svojo kariero na Oxfordu je bil imel mentor nekaterim uspešnim filozofom, med katere spadajo tudi Peter Carruthers, Adrian Moore, Ian Rumfitt in Crispin Wright.

### Filozofsko delo
Njegovo prvo delo Frege: Filozofija jezika (1973), napisano skozi mnoga leta, se danes obravnava kot klasika. Knjiga je bila ključna pri ponovnem odkrivanju Fregejevega dela in je vplivala na generacijo britanskih filozofov. V svojem dokumentu Realizem iz leta 1963 je populariziral sporen pristop k razumevanju zgodovinskega spora med realistično in drugo nerealistično filozofijo, kot so idealizem, nominalizem in irealizem. Vse slednje je označil kot anti-realistične in trdil, da je temeljno nesoglasje med realizmom in anti-realizmom narava resnice. Za Dummetta se realizem najbolje razume kot semantični realizem oziroma kot stališče, da je vsak deklarativni stavek svojega jezika dvoumen (resničen ali neresničen) in transcendenten dokaz (neodvisen od naših načinov spoznavanja), medtem ko anti-realizem zavrača pogled v prid konceptu zvedljive (ali trdne) resnice. V preteklosti so te razprave razumeli kot nesoglasja glede tega, ali določena vrsta subjekta objektivno obstaja ali ne. Tako lahko govorimo o (anti) realizmu glede na druge misli, preteklost, prihodnost, univerzalne, matematične entitete (kot so naravno število), moralne kategorije, materialni svet ali celo misli. Novost Dummettovega pristopa je bila videti kot da so ti spori kot osnova podobni sporu med institucionizmom in platonizmom v filozofiji matematike.

### Politični aktivizem
Dummett je bil politično aktiven skozi svoje delo proti rasizmu. V poznih šestdesetih letih 20. stoletja je začasno opustil svojo filozofsko kariero, da bi se lahko posvetil pravicam manjšin. Verjel je, da je bil takrat ključen čas za spremembe na tem področju. Delal je tudi na teoriji glasovanja in vpeljavi svojega Quota Borda sistema. Iz tega obdobja je črpal znanje pri pisanju knjige z naslovom On Immigration and Refugees. V njej govori o tem, kako večina nasprotovanja imigraciji izvira iz rasizma in poudari, da to velja tudi za Združeno kraljestvo. Pisal je tudi o presenečenju nad prisotnostjo anti-semitskih in fašističnih pogledov v dnevnikih Fregeja, kateremu je posvetil tako velik del svojega poklicnega življenja. 

### Volitve in glasovanje
Dummett in Robin Farquharson sta objavila vplivne članke o teoriji glasovanja, v kateri sta izpostavila, da pri tradicionalnih oblikah volitev vedno pride do strateškega glasovanja. Napisala sta tudi krajšo obliko za lažje razumevanje javnosti. Leta 1984 je v knjigi Voting procedures prvič objavil svoj Quota Borda sistem. QBS je sistem glasovanja v katerem namesto glasovanja za enega kandidata vsak razvrsti kandidate od najbolj zaželenega do najmanj zaželenega. Tako naj bi prišlo do manj strateškega glasovanja.

### Sprejetje Rimokatoliške veroizpovedi
Leta 1944 je Dummett sprejel Rimokatoliško veroizpoved. V času svoje kariere je za revijo New Blackfriars napisal veliko člankov na temo problemov v sodobni Katoliški Cerkvi. Oktobra 1987, je eden od njegovih prispevkov povrzočil precejšnjo polemiko, ko je na videz napadel tokove katoliške veroizpovedi, ki so se po njegovem mnenju oddaljevale od ortodoksnega katolicizma. Namignil je tudi, da Katoliška cerkev že od samega začetka uči neresnice. Dummett je trdil da tega po njegovem mnenju ne bi smeli več tolerirati, če hočejo obdržati svoje vernike.
- O analitični filozofiji in logiki:
  - Frege: Philosophy of Language (Harvard University Press, 1973/1981)
  - The Interpretation of Frege's Philosophy, Duckworth, 1981; Harvard University Press
  - Elements of Intuitionism (Oxford, 1977, 2000)
  - Truth and Other Enigmas (Harvard University Press, 1978)
  - Frege: Philosophy of Mathematics (Harvard University Press, 1991)
  - The Logical Basis of Metaphysics (Harvard University Press, 1991)
  - Origins of Analytical Philosophy (Harvard University Press, 1993)
  - The Seas of Language (Oxford, 1993)
  - Frege and Other Philosophers (Oxford, 1991)
  - Truth and the Past (Oxford, 2005)
  - Thought and Reality (Oxford, 2006)
  - The Nature and Future of Philosophy (Columbia, 2010)
- O teoriji glasovanja in volilnih sistemih:
  - Voting Procedures (1984)
  - Principles of Electoral Reform (1997)
  - Robin Farquharson & Michael Dummett (1961): Stability in Voting
  - The work and life of Robin Farquharson (2005)
  - Rudolf Farra and Maurice Salles (2006): An Interview with Michael Dummett: From analytical philosophy to voting analysis and beyond

- O politiki:
  - On Immigration and Refugees (London, 2001)

- O tarotu:
  - The Game of Tarot: from Ferrara to Salt Lake City (Duckworth, 1980)
  - Twelve Tarot Games (Duckworth, 1980)
  - The Visconti-Sforza Tarot Cards (G. Braziller, 1986)
  - Il mondo e l'angelo: i tarocchi e la loro storia (Bibliopolis, 1993)
  - I tarocchi siciliani (La Zisa, 1995)
  - A Wicked Pack of Cards: The Origins of the Occult Tarot (with Ronald Decker and Thierry Depaulis, St. Martin's Press, 1996)
  - A History of the Occult Tarot, 1870-1970 (with Ronald Decker, Duckworth, 2002)
  - A History of Games Played with the Tarot Pack (with John McLeod, E. Mellen Press, 2004)

- Članki prevedeni v slovenščino:
  - Metafizične razprave o realizmu (prevod: Cerkovnik, Borut. 1999)
  - Wittgensteinova filozofija matematike (prevod: Cerkovnik, Borut. 1999)
  - Resnica (prevod: Cerkovnik, Borut. 1999)

## Omembe
- Dummett, pogojnik in fatalizem (Šušter, Danilo. 2013)
- O nekaterih Dummettovih argumentih za antirealizem (Ule, Andrej. 2013)
- Dummettovo doseganje preteklosti, vprašanje subjekta in multiverzum (Uršič, Marko. 2013)